# McDonald & Dodds
McDonald & Dodds è una serie televisiva britannica, ambientata nella città inglese di Bath, che vede protagonisti Tala Gouveia e Jason Watkins nei panni dei detective Lauren McDonald e DS Dodds.
Creata e scritta principalmente dallo sceneggiatore Robert Murphy.

## Trama
Lauren McDonald, energica ambiziosa nuova ispettrice, e il goffo ma arguto sergente Dodds formano un'improbabile coppia di poliziotti, sempre pronta a indagare sui misteriosi crimini commessi in una tranquilla cittadina del sud dell'Inghilterra.

## Episodi
| Stagione         | Episodi | Prima TV originale | Prima TV Italia |
| ---------------- | ------- | ------------------ | --------------- |
| Prima stagione   | 2       | 2020               | 2021            |
| Seconda stagione | 3       | 2021               | 2021            |
| Terza stagione   | 3       | 2022               | 2022            |
| Quarta stagione  | 3       | 2024               | inedita         |

## Interpreti e personaggi

### Principali
- Lauren McDonald, interpretata da Tala Gouveia, doppiata da Letizia Scifoni.
- DS Dodds, interpretato da Jason Watkins, doppiato da Franco Mannella.

### Secondari
- Milena Paciorkowski, interpretata da Lily Sacofsky, doppiata da Isabella Benassi.
- Darren Craig, interpretato da Jack Riddiford, doppiato da Gabriele Vender.
- John Houseman, interpretato da James Murray, doppiato da Francesco Venditti.
- Mary Ormond, interpretata da Claire Skinner, doppiata da Roberta Pellini.
- Samuel Goldie, interpretato da Charlie Jones, doppiato da David Chevalier.
- Martin Malik, interpretato da Danyal Ismail, doppiato da Raffaele Carpentieri.